# Capital Bikeshare
Pour les articles homonymes, voir Cabi.

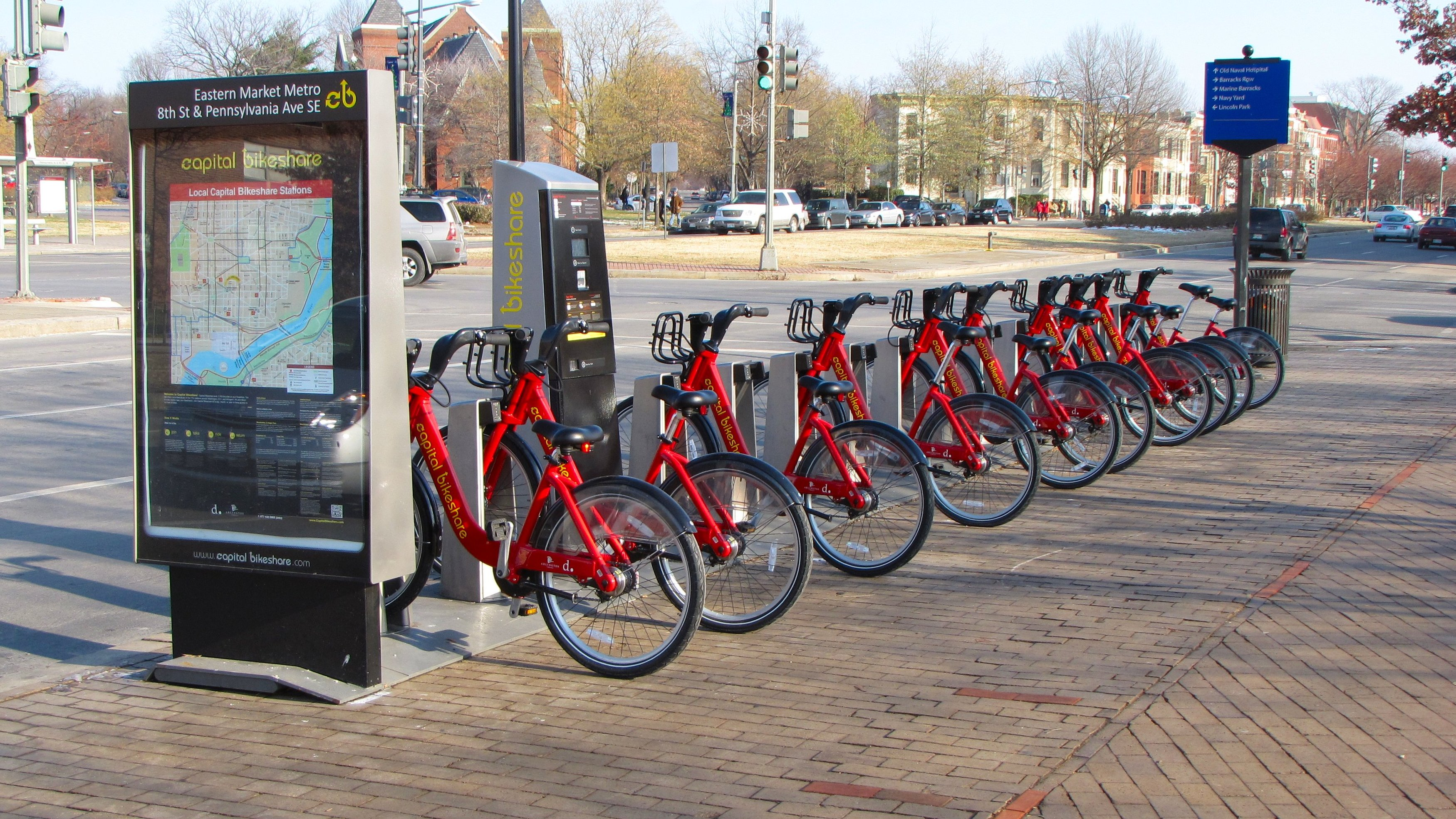
Borne et station.

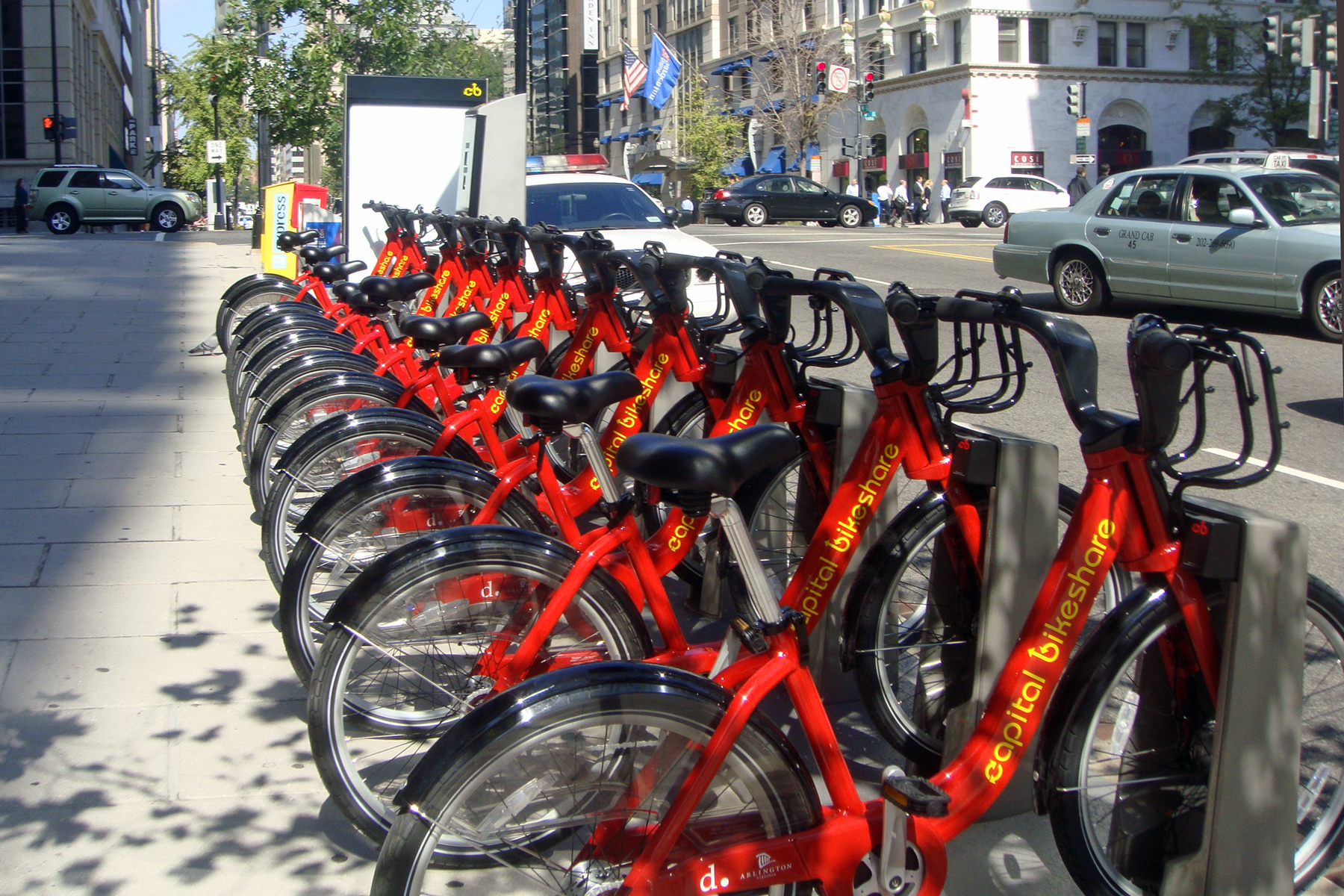
Vélos dans une station.

Capital Bikeshare, appelé également CaBi, est le système de vélos en libre-service public desservant la ville de Washington D.C., les comtés d'Arlington et de Fairfax en Virginie, la ville d'Alexandria et le Comté de Montgomery dans le Maryland, aux États-Unis. Mis en service le 20 septembre 2010 pour remplacer SmartBike DC, Capital Bikeshare est fondé sur la technologie BIXI mise au point à Montréal par PBSC Solutions Urbaines. Le service, géré dans le cadre d'un partenariat public-privé par la société Motivate, propose plus de 4 500 vélos répartis sur près de 600 stations.
Capital Bikeshare est considéré comme le système de vélos en libre-service aux États-Unis avec le plus grand succès.

## Dispositif
Inauguré le 20 septembre 2010 avec 50 stations et 400 vélos, le système se développe progressivement pour atteindre, en octobre 2014, 340 stations et environ 2 600 bicyclettes,. En juin 2015, Capital Bikeshare comptait plus de 3 000 vélos et 355 stations, contre 1 992 vélos et 238 stations en juin 2013, ou 1 468 vélos et 174 stations en juin 2012,. Le service est disponible tous les jours, 24 heures sur 24.
Début 2014, la faillite du prestataire et fournisseur initial, Alta Bicycle Share, a temporairement interrompu l'expansion du système. Le développement a pleinement repris seulement à l'automne 2015 avec, dans un premier temps, une soixantaine de stations et plus de 500 vélos supplémentaires, grâce à l'arrivée de l'entreprise Motivate qui a racheté les actifs et brevets d'Alta fin 2014. Le réseau dépasse les 400 stations en septembre 2016 à l'occasion de son sixième anniversaire. Le 21 octobre 2016, 29 stations et 212 vélos de plus sont déployées dans les quartiers de Reston et Tysons Corner, au comté de Fairfax.
En septembre 2019, après 9 ans d'opérations, le système dépasse le seuil des 550 stations.
En 2020, le gouvernement local introduit 600 vélos électriques dans le système. En juin 2021, un plan de 19 millions de dollars est proposé pour doter Capital Bikeshare de 80 nouvelles stations et 500 vélos électriques à la flotte. Le plan prévoit également le déploiement d'un programme pilote de vélos pour handicapés.

## Fréquentation
Au 30 juin 2014, fin de l'année fiscale, Capital Bikeshare compte 25 748 abonnées annuels (contre 20 592 pour l'année fiscale 2013, 16 711 pour l'année fiscale 2012 et 15 520 pour l'année fiscale 2011). Les abonnés annuels représentent environ 85 % des utilisateurs. Au cours de l'année fiscale 2014, ont été commercialisés 163 559 abonnements de 24 heures, 14 456 abonnements de 72 heures et 2 273 abonnements mensuels.
Durant les quatre premières années de fonctionnement, de septembre 2010 à septembre 2014, plus de 8,4 millions de trajets ont été réalisés selon les autorités locales (soit environ 5 700 trajets par jour ou 2,1 millions de trajets par an, en moyenne).

## Tarifs
Comme pour des systèmes comparables dans d'autres villes, l'usager doit d'une part souscrire un abonnement et payer l'utilisation effective d'un vélo d'autre part.
Au 1er mai 2015, le tarif de l'abonnement est de:
- 85 $ pour un an ;
- 28 $ pour 30 jours ;
- 17 $ pour 72 heures (3 jours) ;
- 8 $ pour 24 heures.

Les abonnements de courte durée (3 jours et 24 heures) sont disponibles directement auprès des stations, les autres formules uniquement sur inscription préalable en ligne. La location d'un vélo est gratuite pendant la première demi-heure. Ensuite, les usagers doivent payer : 
- 2 $ pour la première demi-heure supplémentaire (1,50 $ pour les abonnés annuels ou mensuels) ;
- 6 $ pour la deuxième demi-heure supplémentaire (4,50 $ pour les abonnés annuels ou mensuels) ;
- 8 $ par demi-heure pour toute demi-heure supplémentaire (6 $ pour les abonnés annuels ou mensuels).

Au coût exponentiel, ces tarifs sont conçus pour encourager une rotation rapide des vélos. Ainsi, la municipalité vise à promouvoir l'utilisation du vélo pour « effectuer des trajets domicile-travail, aller faire des courses ou visiter les sites touristiques et monuments de la ville ».